# Danh sách light novel Suzumiya Haruhi
Series light novel Nhật Bản Suzumiya Haruhi viết bởi Tanigawa Nagaru () kèm theo các minh hoạ của Ito Noizi (). Là series  kể về cô gái trung học cùng tên Suzumiya Haruhi, trò hề lạ lùng của cô, và bạn cô trong một câu lạc bộ do cô lập nên với gọi là Đoàn SOS.
Cuốn tiểu thuyết khổ nhỏ đầu tiên được xuất bản vào ngày 6 tháng 6 năm 2003 bởi Kadokawa Shoten, và đến tháng 5 năm 2011, 11 tập đã được xuất bản. Ấn bản đầu của tập 10 và tập 11 đã phá kỉ lục 513.000 bản.
Little, Brown Books for Young Readers đã cấp phép cho bản tiếng Anh cho light novel này, với cuốn tiểu thuyết đầu tiên được phát hành vào tháng 5 năm 2009, cùng với các đoạn trích từ manga chuyển thể. Tiểu thuyết bằng tiếng Anh có các ấn bản bìa cứng và bìa mềm, bìa cứng mang phong cách  manga Nhật Bản ban đầu và bìa mềm có thiết kế khác đi.
Tiểu thuyết cũng đã được cấp phép phát hành ở Việt Nam bởi IPM, Đài Loan, Hồng Kông và Trung Quốc bởi Kadokawa Media, ở Hàn Quốc bởi Daiwon CI, và ở Tây Ban Nha và Argentina bởi Editorial Ivrea. Tập 10 và 11 được phát hành liên tiếp tại Nhật Bản, Trung Quốc, Đài Loan, Hồng Kông, và Hàn Quốc trong "đợt phát hành chưa từng có trên thế giới" với các quốc gia được cấp phép khác sau đó.

## Danh sách các tập
| Lời mở đầu 1. Chapter 1 2. Chapter 2 3. Chapter 3 4. Chapter 4 5. Chapter 5 6. Chapter 6 7. Chapter 7 Lời kết |

| Lời mở đầu 1. Chapter 1 2. Chapter 2 3. Chapter 3 4. Chapter 4 5. Chapter 5 Lời kết |

| Lời mở đầu 1. "Sự chán chường của Suzumiya Haruhi" (涼宮ハルヒの退屈 Suzumiya Haruhi no Taikutsu) 2. "Vè lá trúc" (笹の葉ラプソディ Sasa no Ha Rapusodi) 3. "Ký hiệu bí ẩn" (ミステリックサイン Misuterikku Sain) 4. "Hội chứng hòn đảo biệt lập" (孤島症候群 Kotō Shōkōgun) Lời kết |

| Lời mở đầu 1. Chapter 1 2. Chapter 2 3. Chapter 3 4. Chapter 4 5. Chapter 5 6. Chapter 6 Lời kết |

| Lời mở đầu 1. "Tháng Tám vô tận" (エンドレスエイト Endoresu Eito) 2. "Ngày của chòm sao Nhân Mã" (射手座の日 Iteza no Hi) 3. "Hội chứng núi tuyết" (雪山症候群 Yukiyama Shōkōgun) Lời kết |

| Lời mở đầu 1. "Tận hưởng cộc sống" (ライブアライブ Raibu Araibu) 2. "Cuộc phiêu lưu của Asahina Mikuru tập 00" (朝比奈ミクルの冒険 Episode 00 Asahina Mikuru no Bōken Episode 00) #"Tiếng sét ái tình" (ヒトメボレLOVER Hitomebore LOVER) #"Con mèo đi đâu rồi?" (猫はどこに行った？ Neko wa Doko ni Itta?) 3. "Nỗi buồn của Asahina Mikuru" (朝比奈みくるの憂鬱 Asahina Mikuru no Yūutsu) Lời kết |

| Prologue Lời mở đầu 1. Chapter 1 2. Chapter 2 3. Chapter 3 4. Chapter 4 5. Chapter 5 6. Chapter 6 7. Chapter 7 Lời kết |

| 1. "Tổng biên tập, tăng tốc toàn lực!" (編集長★一直線！ Henshūchō ★ Itchokusen!) 2. "Bóng ma lang thang" (ワンダリング・シャドウ Wandaringu Shadō) |

| Lời mở đầu 1. Chapter 1 2. Chapter 2 3. Chapter 3 |

| 1. Chapter 4 2. Chapter 5 3. Chapter 6 |

| 1. Chapter 7 2. Chapter 8 3. Chapter 9 4. Chương kết Lời kết |